# Snooker Shoot Out 2015
Snooker Shoot-Out 2015 − piąta edycja turnieju Snooker Shoot Out. Odbędzie się w dniach 4–6 marca 2015 roku w Tower Circus w Blackpool. Turniej jest wzorowany na nieistniejących już zawodach Pot Black.

## Nagrody finansowe
Zwycięzca: 32,000£

Finalista: 16,000£

Półfinał: 8,000£

Ćwierćfinał: 4,000£

Runda 3: 2,000£

Runda 2: 1,000£

Runda 1: 500£
Najwyższy break: £2,000£
Łączna pula nagród: £130,000£

## Wyniki turnieju

### Runda 1
- 4 marca - 19:00
  -  Luca Brecel 65-20  Dominic Dale
  -  Matthew Selt 23-69  Judd Trump
  -  Rory McLeod 49-21  Nigel Bond
  -  Shaun Murphy 66-6  Jamie Burnett
  -  Alan McManus 18-58  Anthony Hamilton
  -  Joe Swail 50-53  Barry Hawkins
  -  Mark Joyce 34-46  Jamie Jones
  -  Stephen Maguire 9-53  Sam Baird
  -  Tom Ford 71-37  Jack Lisowski
  -  Graeme Dott 7713-  Jimmy Robertson
  -  Rod Lawler 75-25  Gerard Greene
  -  John Higgins 0-123  Mark Williams
  -  Fraser Patrick 61-52  Mark Davis
  -  Joe Perry 51-30  Mike Dunn
  -  Marcus Campbell 1-76  Chris Wakelin
  -  Dechawat Poomjaeng 36-61  Jimmy White
- 5 marca - 13:00
  -  Mark Selby 19-52  Anthony McGill
  -  Ken Doherty 17-77  Alfie Burden
  -  Aditya Mehta 69-54  Noppon Saengkham
  -  Thepchaiya Un-Nooh 0-104  Mark Allen
  -  Kyren Wilson 36-27  Kurt Maflin
  -  David Morris 78-0  Matthew Stevens
  -  Peter Ebdon 16-10  Gary Wilson
  -  Martin Gould 62-11  David Gilbert
  -  Xiao Guodong 59-48  Peter Lines
  -  Ali Carter 21-9  Mark King
  -  Andrew Higginson 0-94  Ricky Walden
  -  Jamie Cope 23-69  Ben Woollaston
  -  Stuart Bingham 65-8  Fergal O’Brien
  -  Michael Holt 77-0  Ryan Day
  -  Robert Milkins 0-75  Michael White
  -  Dave Harold 16-81  Ronnie O’Sullivan

### Runda 2
- 5 marca - 19:00
  -  Jamie Jones 42-38  Stuart Bingham
  -  Joe Perry 40-9  Luca Brecel
  -  Ronnie O’Sullivan 0-55  Tom Ford
  -  Martin Gould 117-0  Rory McLeod
  -  Sam Baird 56-51  Ricky Walden
  -  Alfie Burden 52-38  Fraser Patrick
  -  Barry Hawkins 89-4  Anthony McGill
  -  Michael White 40-17  Judd Trump
- 5 marca - 19:00
  -  Jimmy White 1-71  Kyren Wilson
  -  Graeme Dott 16-60  Rod Lawler
  -  Anthony Hamilton 42-77  Shaun Murphy
  -  Xiao Guodong 68-0  Mark Allen
  -  Chris Wakelin 11-55  David Morris
  -  Ben Woollaston 55-10  Aditya Mehta
  -  Ali Carter 15-48  Michael Holt
  -  Mark Williams 75-17  Peter Ebdon

### Runda 3
- 6 marca - 15:00
  -  Kyren Wilson 62-5  Barry Hawkins
  -  Martin Gould 4-105  Shaun Murphy
  -  Alfie Burden 88-0  Sam Baird
  -  Joe Perry 24-34  Ben Woollaston
- 6 marca - 15:00
  -  Tom Ford 9-107  Michael White
  -  Jamie Jones 50-12  Mark Williams
  -  Xiao Guodong 64-8  David Morris
  -  Michael Holt 83-0  Rod Lawler

### Ćwierćfinały
- 6 marca - 20:00
  -  Michael White 84-8  Ben Woollaston
  -  Jamie Jones 22-10  Shaun Murphy
- 6 marca - 20:00
  -  Kyren Wilson 71-0  Michael Holt
  -  Alfie Burden 12-23  Xiao Guodong

### Półfinały
- 6 marca - 21:00
  -  Jamie Jones 18-19  Xiao Guodong
  -  Michael White 76-53  Kyren Wilson

### Finał
- 6 marca - 21:30
  -  Xiao Guodong 48-54  Michael White

## Breaki stupunktowe turnieju
- 116  Martin Gould
- 105  Shaun Murphy